# ويليام هنري غرين
ويليام هنري غرين (بالإنجليزية: William Henry Green)‏ هو أكاديمي أمريكي، ولد في 27 يناير 1825 في Groveville, New Jersey ‏ في الولايات المتحدة، وتوفي في 10 فبراير 1900 في برينستون في الولايات المتحدة.